# Force logistique terrestre nr. 1
La Force logistique terrestre nr.1 est l'une des deux unités de soutien logistique opérationnel créées au sein de l'armée de terre espagnole au cours de la réforme de 2006.
Elle a pour vocation de soutenir les unités opérationnelles de la force terrestre dans les domaines de l'homme (ravitailler, vêtir, nourrir), du matériel (réparer, fournir les pièces de rechange) et de l'administration.
Elle est stationnée à Séville.